# Liste des membres du conseil régional de Picardie de 1998 à 2004
 (juin 2016).
Cet article dresse la liste des 57 membres du conseil régional de Picardie élus lors de l'élection régionale de 1998 en Picardie, ainsi que les changements intervenus en cours de mandature.

## Conseil issu des élections de 1998 et changements

### Liste et groupes
| Dép.  | Liste                 | N° | Nom                        |  | Parti                         | Groupe                                                            | Changements                                          |
| ----- | --------------------- | -- | -------------------------- |  | ----------------------------- | ----------------------------------------------------------------- | ---------------------------------------------------- |
| Aisne | Gauche plurielle      | 1  | Gérard Lalot               |  | PCF                           | Communiste et progressiste                                        |                                                      |
| Aisne | Gauche plurielle      | 2  | Maurice Vatin              |  | PS                            | Socialiste                                                        |                                                      |
| Aisne | Gauche plurielle      | 3  | Bernadette Bourdat         |  | PS                            | Socialiste                                                        |                                                      |
| Aisne | Gauche plurielle      | 4  | Jean-Marc Souvré           |  | PS                            | Socialiste                                                        |                                                      |
| Aisne | Gauche plurielle      | 5  | Jean-Jacques Thomas        |  | PS                            | Socialiste                                                        |                                                      |
| Aisne | Gauche plurielle      | 6  | Michel Vignal              |  | MRC (MDC jusqu'en 2003)       | MRC - Verts                                                       |                                                      |
| Aisne | Gauche plurielle      | 7  | Alix Suchecki              |  | PCF                           | Communiste et progressiste                                        |                                                      |
| Aisne | Faire la Picardie     | 1  | Charles Baur               |  | UMP (DVD jusqu'en 2002)       | Intergroupe UMP-UDF et app. (Union pour la Picardie en 1998-2002) |                                                      |
| Aisne | Faire la Picardie     | 2  | Pierre André               |  | RPR                           | Alliance RPR-UDF                                                  | Élu sénateur, démissionne le 1er octobre 1998        |
| Aisne | Faire la Picardie     | 3  | France Mathieu             |  | UDF                           | Intergroupe UMP-UDF et app. (Alliance RPR-UDF en 1998-2002)       |                                                      |
| Aisne | Faire la Picardie     | 4  | Philippe Douchain          |  | UMP (RPR jusqu'en 2002)       | Intergroupe UMP-UDF et app. (Alliance RPR-UDF en 1998-2002)       |                                                      |
| Aisne | Faire la Picardie     | 5  | Jacques Larangot           |  | UMP (UDF jusqu'en 2002)       | Intergroupe UMP-UDF et app. (Union pour la Picardie en 1998-2002) |                                                      |
| Aisne | Faire la Picardie     | 6  | Annick Garin               |  | UMP (RPR jusqu'en 2002)       | Intergroupe UMP-UDF et app. (Alliance RPR-UDF en 1998-2002)       |                                                      |
| Aisne | Faire la Picardie     | 7  | Dominique Guillemot        |  | UMP (UDF jusqu'en 2002)       | Intergroupe UMP-UDF et app. (Union pour la Picardie en 1998-2002) | Remplace Pierre André en 1998                        |
| Aisne | Front national        | 1  | Wallerand de Saint-Just    |  | FN                            | Front national                                                    |                                                      |
| Aisne | Front national        | 2  | Colette Fecci-Pinatel      |  | FN                            | Front national                                                    |                                                      |
| Aisne | Front national        | 3  | Franck Briffaut            |  | FN                            | Front national                                                    |                                                      |
| Aisne | Lutte ouvrière        | 1  | Dominique Picqueur         |  | LO                            | Lutte ouvrière                                                    | Démissionne                                          |
| Aisne | Lutte ouvrière        | 2  | Jean-Loup Pernelle         |  | LO                            | Lutte ouvrière                                                    | Remplace Dominique Picqueur                          |
| Oise  | Gauche plurielle      | 1  | Walter Amsallem            |  | PS                            | Socialiste                                                        | Démissionne le 29 mars 1999                          |
| Oise  | Gauche plurielle      | 2  | Jean-Pierre Pinon          |  | PCF                           | Communiste et progressiste                                        |                                                      |
| Oise  | Gauche plurielle      | 3  | Isabelle Mifsud            |  | PS                            | Socialiste                                                        |                                                      |
| Oise  | Gauche plurielle      | 4  | Claude Gewerc              |  | PS                            | Socialiste                                                        |                                                      |
| Oise  | Gauche plurielle      | 5  | Laurence Rossignol         |  | PS                            | Socialiste                                                        |                                                      |
| Oise  | Gauche plurielle      | 6  | Gilles Masure              |  | PCF                           | Communiste et progressiste                                        | Démissionne le 23 janvier 2001                       |
| Oise  | Gauche plurielle      | 7  | Guy Vadepied               |  | PS                            | Socialiste                                                        |                                                      |
| Oise  | Gauche plurielle      | 8  | Frédéric Fillon            |  | PS                            | Socialiste                                                        |                                                      |
| Oise  | Gauche plurielle      | 9  | Daniel Beurdeley           |  | PCF                           | Communiste et progressiste                                        | Remplace Walter Amsallem le 29 mars 1999             |
| Oise  | Gauche plurielle      | 10 | Eric Montes                |  | PRG                           | Communiste et progressiste                                        | Remplace Gilles Masure le 23 janvier 2001            |
| Oise  | Faire la Picardie     | 1  | Patrice Fontaine           |  | UMP (La Droite jusqu'en 2002) | Intergroupe UMP-UDF et app. (Union pour la Picardie en 1998-2002) |                                                      |
| Oise  | Faire la Picardie     | 2  | François-Michel Gonnot     |  | UMP (UDF jusqu'en 2002)       | Union pour la Picardie                                            | Élu député, démissionne le 27 septembre 2002         |
| Oise  | Faire la Picardie     | 3  | Éric Woerth                |  | UMP (RPR jusqu'en 2002)       | Alliance RPR-UDF                                                  | Élu député, démissionne le 15 juillet 2002           |
| Oise  | Faire la Picardie     | 4  | Isabelle Loeung-Beirens    |  | UMP (RPR jusqu'en 2002)       | Intergroupe UMP-UDF et app. (Alliance RPR-UDF en 1998-2002)       |                                                      |
| Oise  | Faire la Picardie     | 5  | Dominique Antoine          |  | UMP (RPR jusqu'en 2002)       | Intergroupe UMP-UDF et app. (Alliance RPR-UDF en 1998-2002)       |                                                      |
| Oise  | Faire la Picardie     | 6  | Bertrand Labarre           |  | RPR                           | Alliance RPR-UDF                                                  | Décédé le 17 avril 2002                              |
| Oise  | Faire la Picardie     | 7  | Mathieu Quetel             |  | UMP (UDF jusqu'en 2002)       | Intergroupe UMP-UDF et app. (Alliance RPR-UDF en 1998-2002)       |                                                      |
| Oise  | Faire la Picardie     | 8  | Claude du Granrut          |  | UMP (UDF jusqu'en 2002)       | Intergroupe UMP-UDF et app. (Alliance RPR-UDF en 2002)            | Remplace Bertrand Labarre le 17 avril 2002           |
| Oise  | Faire la Picardie     | 9  | Caroline Cayeux            |  | UMP                           | Intergroupe UMP-UDF et app. (Alliance RPR-UDF en 2002)            | Remplace Éric Woerth le 15 juillet 2002              |
| Oise  | Faire la Picardie     | 10 | Philippe Choppin de Janvry |  | UMP                           | Intergroupe UMP-UDF et app. (Alliance RPR-UDF en 2002)            | Remplace François-Michel Gonnot le 27 septembre 2002 |
| Oise  | Front national        | 1  | Pierre Descaves            |  | FN                            | Front national                                                    |                                                      |
| Oise  | Front national        | 2  | Guy Desessart              |  | FN                            | Front national                                                    |                                                      |
| Oise  | Front national        | 3  | Michel Guiniot             |  | FN                            | Front national                                                    |                                                      |
| Oise  | Front national        | 4  | Laurent Isoré              |  | MNR (FN jusqu'en 1999)        | Mouvement national républicain (Front national en 1998-1999)      |                                                      |
| Oise  | Front national        | 5  | Éric Delcroix              |  | MNR (FN jusqu'en 1999)        | Mouvement national républicain (Front national en 1998-1999)      |                                                      |
| Oise  | Front national        | 6  | Patrick Brocard            |  | MNR (FN jusqu'en 1999)        | Mouvement national républicain (Front national en 1998-1999)      |                                                      |
| Oise  | Lutte ouvrière        | 1  | Roland Szpirko             |  | LO                            | Lutte ouvrière                                                    |                                                      |
| Oise  | Les Verts             | 1  | Arnaud Caron               |  | Les Verts                     | MDC - Verts                                                       |                                                      |
| Somme | Gauche plurielle      | 1  | Francis Lecul              |  | PS                            | Socialiste                                                        |                                                      |
| Somme | Gauche plurielle      | 2  | Chantal Leblanc            |  | PCF                           | Communiste et progressiste                                        |                                                      |
| Somme | Gauche plurielle      | 3  | Lise Rochowiak             |  | PS                            | Socialiste                                                        |                                                      |
| Somme | Gauche plurielle      | 4  | Didier Cardon              |  | PS                            | Socialiste                                                        |                                                      |
| Somme | Gauche plurielle      | 5  | Patrick Kaczmarek          |  | PCF                           | Communiste et progressiste                                        |                                                      |
| Somme | Gauche plurielle      | 6  | Noël Ricouard              |  | PCF                           | Communiste et progressiste                                        |                                                      |
| Somme | Gauche plurielle      | 7  | Thierry Lucas              |  | MRC (MDC jusqu'en 2003)       | MRC - Verts                                                       |                                                      |
| Somme | Faire la Picardie     | 1  | Alain Gest                 |  | UMP (UDF jusqu'en 2002)       | UDF/RPR                                                           | Élu député, démissionne le 30 juillet 2002           |
| Somme | Faire la Picardie     | 2  | Roger Mezin                |  | UMP (RPR jusqu'en 2002)       | UMP/RPR (UDF/RPR en 1998-2002)                                    |                                                      |
| Somme | Faire la Picardie     | 3  | Stéphane Demilly           |  | UDF                           | Alliance RPR-UDF                                                  | Élu député, démissionne le 30 juillet 2002           |
| Somme | Faire la Picardie     | 4  | Thérèse Hart               |  | UMP (La Droite jusqu'en 2002) | Intergroupe UMP-UDF et app. (Union pour la Picardie en 1998-2002) |                                                      |
| Somme | Faire la Picardie     | 5  | Brigitte Fouré             |  | UDF                           | UMP/RPR (UDF/RPR en 1998-2002)                                    |                                                      |
| Somme | Faire la Picardie     | 6  | Jean-Pierre Viénot         |  | UMP (RPR jusqu'en 2002)       | Intergroupe UMP-UDF et app. (Alliance RPR-UDF en 1998-2002)       |                                                      |
| Somme | Faire la Picardie     | 7  | Jean-Claude Broutin        |  | UDF                           | UMP/UDF                                                           | Remplace Alain Gest le 30 juillet 2002               |
| Somme | Faire la Picardie     | 8  | Marie-Dominique Messean    |  | UMP                           | Intergroupe UMP-UDF et app. (Alliance RPR-UDF en 2002)            | Remplace Stéphane Demilly le 30 juillet 2002         |
| Somme | Front national        | 1  | Raynald Brasseur           |  | FN                            | Front national                                                    |                                                      |
| Somme | Front national        | 2  | Lionel Payet               |  | FN                            | Front national                                                    |                                                      |
| Somme | Mouvement des régions | 1  | Michel Blondin             |  | CPNT                          | Intergroupe UMP-UDF et app. (Union pour la Picardie en 1998-2002) |                                                      |
| Somme | Lutte ouvrière        | 1  | Raymond Hallard            |  | LO                            | Lutte ouvrière                                                    |                                                      |

### Exécutif
| Titulaire | Titulaire        | Fonction           | Compétences |
| --------- | ---------------- | ------------------ | --- |
|           | Charles Baur     | Président          | |
|           | Patrice Fontaine | 1er Vice-président | Développement rural et urbain - Finances régionales et Contrat de plan - Tourisme - Infrastructures et transports - Europe - Relations Interrégionales |
|           | Jacques Larangot | 2e Vice-président  | Agriculture |
|           | Thérèse Hart     | 3e Vice-présidente | Personnel |
|           | Michel Blondin   | 4e Vice-président  | Environnement - Sport |

## Historique

### Nombre d'élus en avril 1998

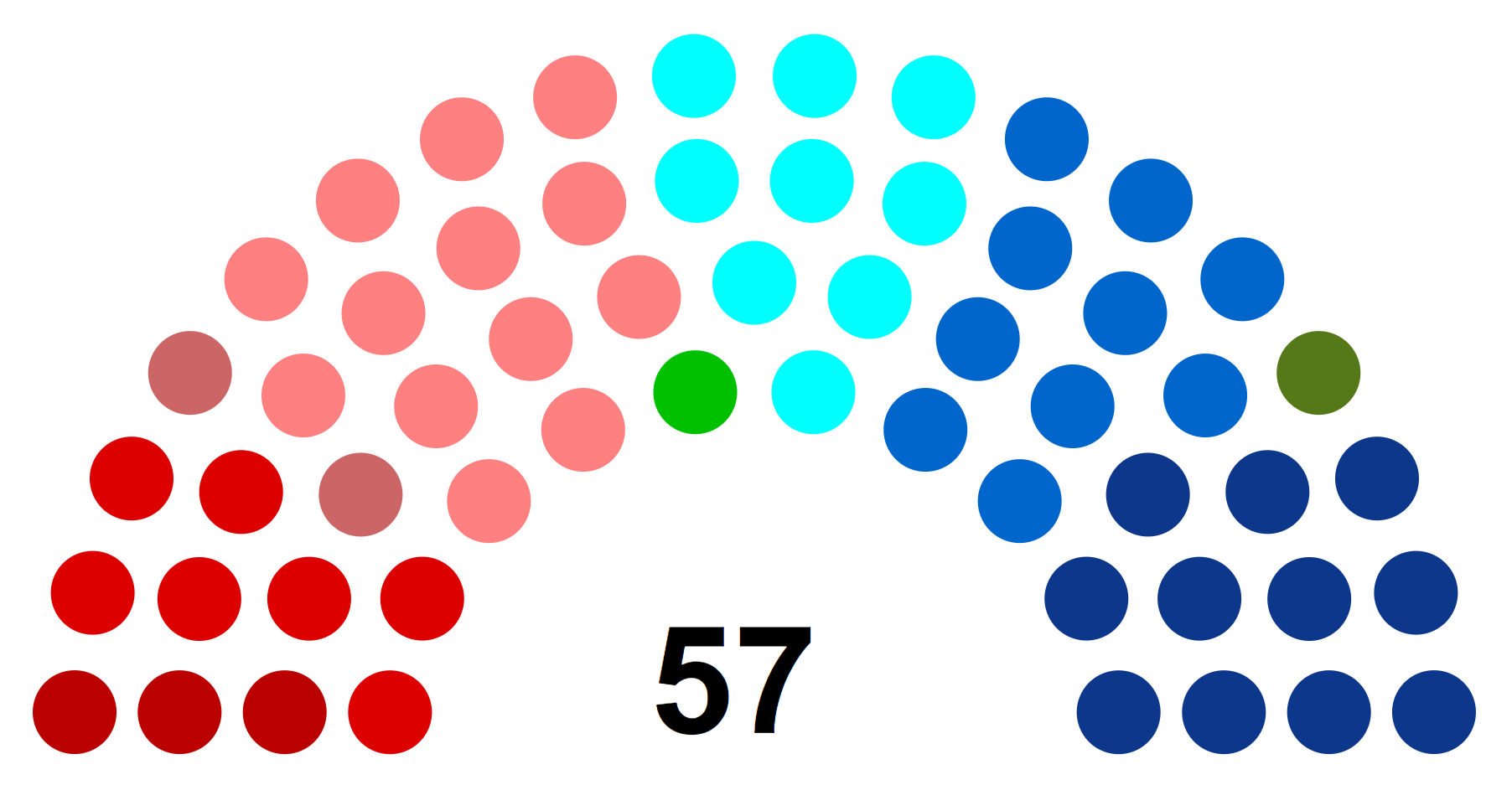
Composition du conseil régional en mars 1998

|            |                                              | 02 | 60 | 80 | TOTAL | Listes de 1998          |
|            | Parti socialiste                             | 4  | 6  | 3  | 13    | Gauche plurielle 22     |
|            | Parti communiste français                    | 2  | 2  | 3  | 7     | Gauche plurielle 22     |
|            | Mouvement des citoyens                       | 1  | /  | 1  | 2     | Gauche plurielle 22     |
|            | Rassemblement pour la République             | 3  | 4  | 2  | 9     | Faire la Picardie 19    |
|            | UDF - Démocratie libérale                    | /  | 2  | 2  | 4     | Faire la Picardie 19    |
|            | La Droite (ex-RPR)                           | /  | 1  | 1  | 2     | Faire la Picardie 19    |
|            | UDF - Adhérents directs                      | 2  | /  | /  | 2     | Faire la Picardie 19    |
|            | UDF - Force démocrate                        | /  | /  | 1  | 1     | Faire la Picardie 19    |
|            | Divers droite (Charles Baur, exclu de l'UDF) | 1  | /  | /  | 1     | Faire la Picardie 19    |
|            | Front national                               | 3  | 6  | 2  | 11    | Front national 11       |
|            | Lutte ouvrière                               | 1  | 1  | 1  | 3     | Lutte ouvrière 3        |
|            | Chasse, pêche, nature et traditions          | /  | /  | 1  | 1     | Mouvement des régions 1 |
|            | Les Verts                                    | /  | 1  | /  | 1     | Les Verts 1             |
| TOTAL ÉLUS | TOTAL ÉLUS                                   | 17 | 23 | 17 | 57    |                         |

### Nombre d'élus en février 2004

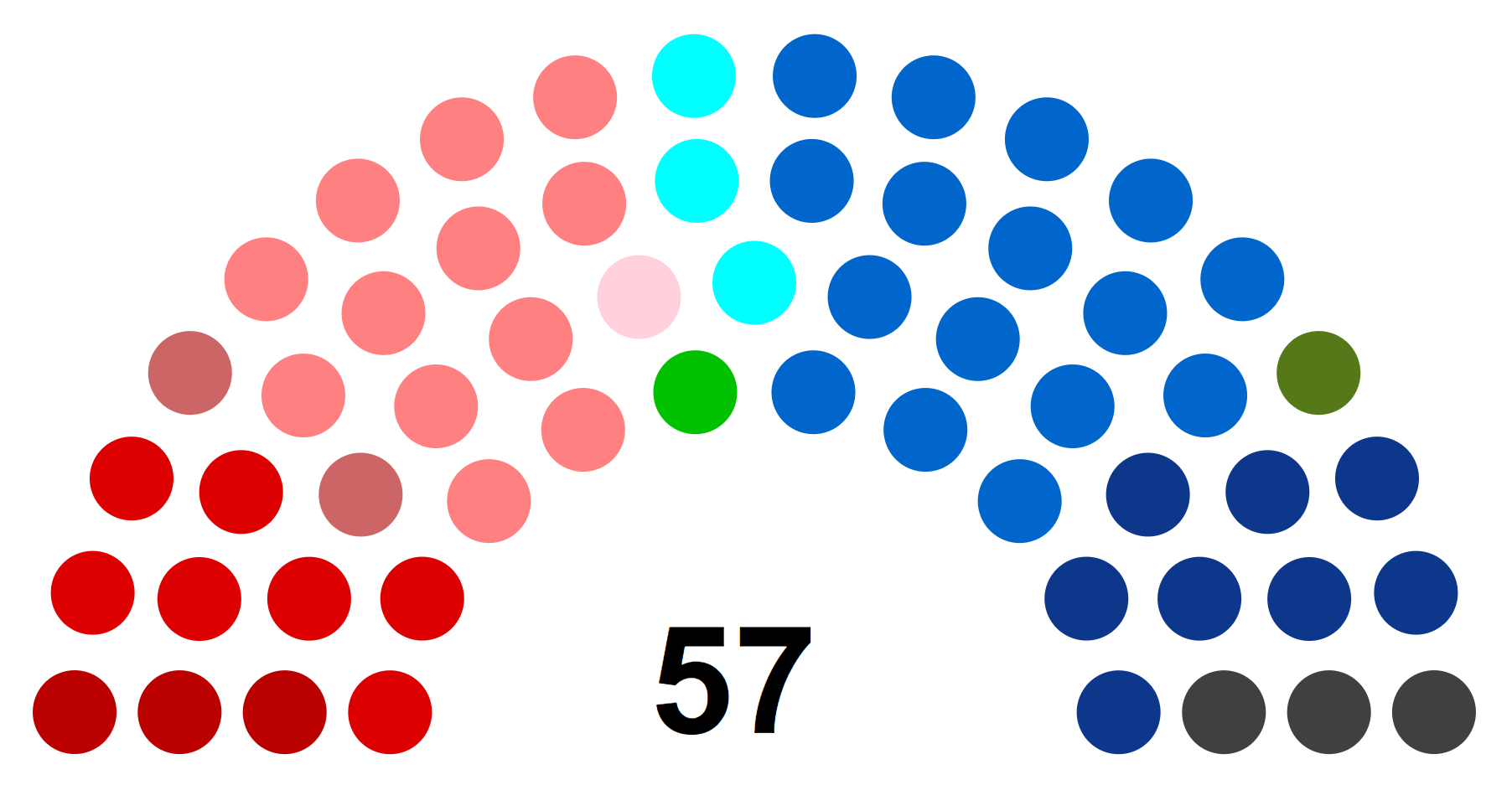
Composition du conseil régional en février 2004

|            |                                     | 02 | 60 | 80 | TOTAL | Listes de 1998          |
|            | Parti socialiste                    | 4  | 5  | 3  | 12    | Gauche plurielle 22     |
|            | Parti communiste français           | 2  | 2  | 3  | 7     | Gauche plurielle 22     |
|            | Mouvement républicain et citoyen    | 1  | /  | 1  | 2     | Gauche plurielle 22     |
|            | Parti radical de gauche             | /  | 1  | /  | 1     | Gauche plurielle 22     |
|            | Union pour un mouvement populaire   | 5  | 7  | 4  | 16    | Faire la Picardie 19    |
|            | Union pour la démocratie française  | 1  | /  | 2  | 3     | Faire la Picardie 19    |
|            | Front national                      | 3  | 3  | 2  | 8     | Front national 11       |
|            | Mouvement national républicain      | /  | 3  | /  | 3     | Front national 11       |
|            | Lutte ouvrière                      | 1  | 1  | 1  | 3     | Lutte ouvrière 3        |
|            | Chasse, pêche, nature et traditions | /  | /  | 1  | 1     | Mouvement des régions 1 |
|            | Les Verts                           | /  | 1  | /  | 1     | Les Verts 1             |
| TOTAL ÉLUS | TOTAL ÉLUS                          | 17 | 23 | 17 | 57    |                         |

### Évolution de l'assemblée régionale

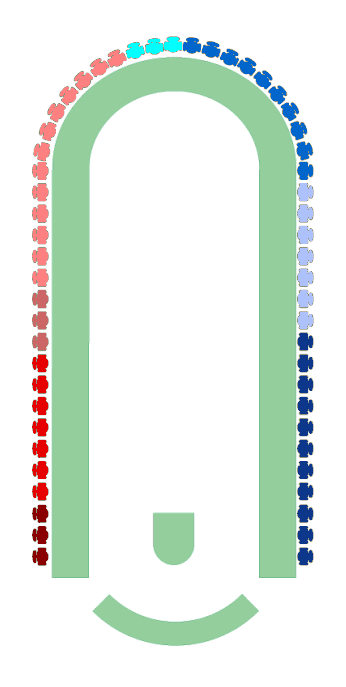
1998-1999
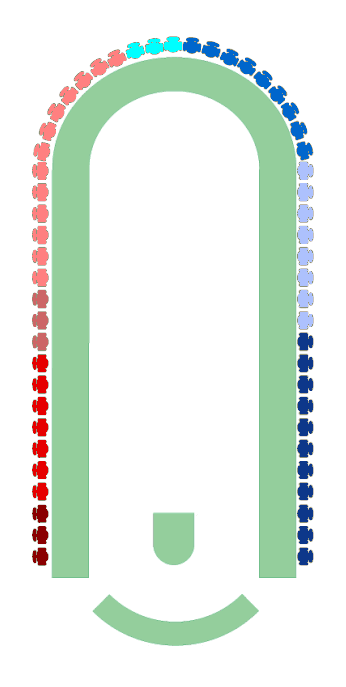
1999-2000
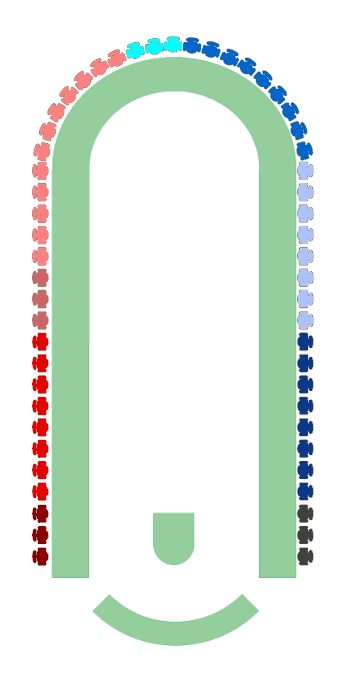
2000-2002
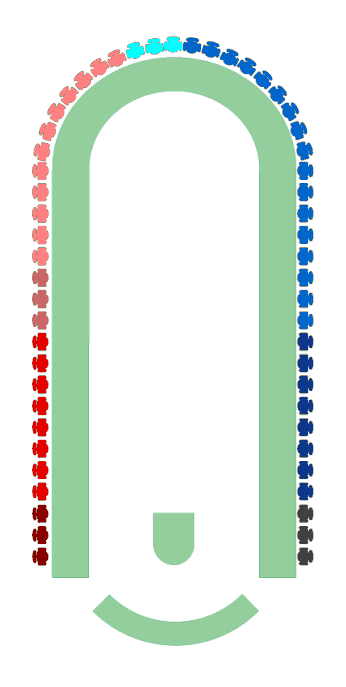
2002-2004

|                  | Groupe | Groupe    | Groupe | Groupe  | Groupe       | Groupe       | Groupe | Groupe | Groupe |
| LO               | COM    | MDC-Verts | SOC    | UDF/RPR | Alliance     | UPP          | FN     | MNR    |        |
| ---------------- | ------ | --------- | ------ | ------- | ------------ | ------------ | ------ | ------ | ------ |
|                  |        |           |        |         |              |              |        |        |        |
| 1er avril 1998   | 3      | 7         | 3      | 13      | 3            | 11           | 6      | 11     | -      |
| 1er janvier 1999 | 3      | 7         | 3      | 13      | 3            | 10           | 7      | 11     | -      |
| 1er janvier 2000 | 3      | 8         | 3      | 12      | 3            | 10           | 7      | 8      | 3      |
| 1er janvier 2001 | 3      | 8         | 3      | 12      | 3            | 10           | 7      | 8      | 3      |
| 1er janvier 2002 | 3      | 8         | 3      | 12      | 3            | 10           | 7      | 8      | 3      |
|                  |        |           |        |         |              |              |        |        |        |
| LO               | C&P    | MRC-Verts | SOC    | UMP/UDF | UMP-UDF-app. | UMP-UDF-app. | FN     | MNR    |        |
|                  |        |           |        |         |              |              |        |        |        |
| 1er janvier 2003 | 3      | 8         | 3      | 12      | 3            | 17           | 17     | 8      | 3      |
| 1er janvier 2004 | 3      | 8         | 3      | 12      | 3            | 17           | 17     | 8      | 3      |

- 1998-1999
- 1999-2000
- 2000-2002
- 2002-2004